# Käte Jöken-König
Käte Jöken-König (24 de octubre de 1905 - 27 de septiembre de 1968) fue una actriz teatral, cinematográfica y radiofónica, y cantante de operetas, de nacionalidad alemana. 

## Biografía
Nacida en Naumburgo, Alemania, tras formarse como cantante y actriz, se inició con papeles de soprano soubrette en el Nationaltheater de Mannheim. A partir de 1926 trabajó en diferentes escenarios y cabarets de Berlín. 
A partir de la década de 1930, actuó en numerosas producciones cinematográficas, principalmente en papeles de reparto. Entre esas cintas figuraban los filmes de propaganda nazi El judío Süß y Ohm Krüger. Otros filmes en los Jöken-König actuó fueron: en 1942 Der große König, de Veit Harlan, con Otto Gebühr, Kristina Söderbaum y Gustav Fröhlich; en 1946 en la película de la Deutsche Film AG Irgendwo in Berlin, de Gerhard Lamprecht, con Harry Hindemith, Hans Leibelt y Fritz Rasp; y Die Kuckucks, film de 1949 de Hans Deppe, con Rainer Penkert y Carsta Löck. En 1968 rodó una película de espionaje, Der Gorilla von Soho, basada en una novela de Edgar Wallace, que fue dirigida por Alfred Vohrer e interpretada por Horst Tappert, Uschi Glas y Hubert von Meyerinck.
Käte Jöken-König trabajó también como actriz de voz en la radio. En la adaptación de la novela Das vierte Skalpell, de Hans Gruhl, coproducida por Sender Freies Berlin (SFB) y Westdeutscher Rundfunk (WDR) y emitida en 1968, encarnó a la profesora. En dicha producción estaba acompañada por Martin Hirthe, Enzi Fuchs y Arnold Marquis.
Käte Jöken-König falleció en 1968 en Berlín Oeste, Alemania. Había estado casada con el tenor Carl Jöken.

## Filmografía (selección)
- 1935 : Wenn einer eine Reise tut
- 1935 : Amphitryon – Aus den Wolken kommt das Glück
- 1937 : Die göttliche Jette
- 1938 : Die Umwege des schönen Karl
- 1938 : Fünf Millionen suchen einen Erben
- 1938 : Schwarzfahrt ins Glück
- 1938 : Der Tag nach der Scheidung
- 1938 : Eine Nacht im Mai
- 1938 : Am seidenen Faden
- 1938 : Steputat & Co.
- 1939 : Männer müssen so sein
- 1939 : Hochzeit mit Hindernissen
- 1939 : Flucht ins Dunkel
- 1939 : Zentrale Rio
- 1939 : Das Gewehr über
- 1939 : Ein ganzer Kerl
- 1940 : Polterabend
- 1940 : Tip auf Amalia
- 1940 : El judío Süß
- 1940 : Der dunkle Punkt
- 1941 : Ohm Krüger
- 1941 : Das leichte Mädchen
- 1941 : Krach im Vorderhaus
- 1941 : Immer nur Du
- 1941 : Clarissa
- 1941 : Annelie
- 1941 : Leichte Muse
- 1941 : Jakko
- 1941 : Sonntagskinder
- 1942 : Der große König
- 1942 : Fronttheater
- 1942 : Dr. Crippen an Bord
- 1943 : Fahrt ins Abenteuer
- 1943 : Alles aus Liebe
- 1943 : Liebesgeschichten
- 1943 : Gefährtin meines Sommers
- 1943 : Ein Mann mit Grundsätzen?
- 1943 : Gefährlicher Frühling
- 1943 : Die goldene Spinne
- 1944 : Die heimlichen Bräute
- 1944 : Ein schöner Tag
- 1944 : Seinerzeit zu meiner Zeit
- 1945 : Der Fall Molander
- 1945 : Das Leben geht weiter
- 1946 : Die Mörder sind unter uns
- 1946 : Irgendwo in Berlin
- 1948 : Das kleine Hofkonzert
- 1949 : Die Kuckucks
- 1949 : Unser täglich Brot
- 1950 : Familie Benthin
- 1950 : Die Treppe
- 1950 : Böse Gäste
- 1952 : Schatten über den Inseln
- 1957 : Spielbank-Affäre
- 1963 : Ein Windstoß (TV)
- 1963 : Es war mir ein Vergnügen
- 1967 : Till, der Junge von nebenan (TV)
- 1968 : Der Gorilla von Soho

## Radio (selección)
- 1948 : Während der Stromsperre
- 1949 : Meine Töchter
- 1949 : Schneeflöckchen
- 1959 : Recht gewünscht und schlecht gewünscht
- 1962 : Unter die Räder
- 1963 : Verräter
- 1963 : Souvenirs
- 1964 : Ein richtig dummes Kind
- 1968 : Hans Gruhl#Hörspieladaptionen